# Charlotte Payne
Charlotte Payne (nacida el 20 de marzo de 2002) es una lanzadora de martillo británica, que ganó el evento de lanzamiento de martillo en el Campeonato Británico de Atletismo 2022 y quedó segunda en la Copa Europea de Lanzamiento de 2022. Payne es sorda y tiene el récord mundial de lanzamiento de martillo para una mujer sorda.

## Primeros años de vida
Payne fue diagnosticada sorda a la edad de tres años y le dijeron que afectaría su equilibrio. Payne comenzó a competir en deportes a la edad de seis años. Después de intentar carreras de velocidad, salto de longitud y lanzamiento de peso, comenzó a competir en lanzamiento de martillo en 2013. Su primer evento fue el Campeonato de Berkshire, donde estableció un récord de campeonato.. Payne es de Reading, Berkshire, Inglaterra, y desde 2022 vivía en Cold Ash en Berkshire.

## Carrera
Payne entrena en el Reading Athletic Club. Fue seleccionada para la Copa de Europa de Lanzamiento 2020, aunque el evento se canceló más tarde debido a la pandemia de COVID-19. En el Campeonato Europeo de Atletismo Sub-20 de 2021, Payne terminó cuarta en el evento de lanzamiento de martillo y fue capitán del equipo británico. En diciembre de 2021, fue incluida en el programa British Athletics Futures. Payne no fue seleccionada para los Juegos de la Mancomunidad de 2022, ya que se eligió a Anna Purchase en su lugar.
Payne ocupó el segundo lugar en el evento de lanzamiento de martillo en la Copa Europea de Lanzamiento 2022. Ganó el evento de lanzamiento de martillo en el Campeonato Británico de Atletismo 2022; su lanzamiento de 70,59 metros fue el tercero más largo jamás realizado por una mujer británica, y la convirtió en la mujer británica más joven en lanzar más de 70 metros (229,7 pies) en el evento. Payne ganó el evento por más de 5 metros (16,4 pies), y batió el récord mundial de una mujer sorda por casi 5 metros (16,4 pies). Más adelante en el año, ganó los eventos de lanzamiento de martillo en los Campeonatos de Atletismo de Inglaterra sub-23, y senior, y compitió en el Campeonato Europeo de Atletismo de 2022. En diciembre de 2022, fue nominada para el premio British Deaf Sports Personality of the Year.